# Bertha Holt
Bertha Marian Holt (Des Moines, 5 febbraio 1904 – Creswell, 2000) è stata un'attivista statunitense che fondò l'organizzazione Holt International Children's Services e si è battuta per far cambiare la legge negli Stati Uniti per consentire più di due adozioni internazionali.

## Biografia
Bertha Marian Holt nacque il 5 febbraio 1904 a Des Moines, nello Iowa, da Clifford ed Eva Holt. Suo padre era un insegnante di scuola e un corriere postale. Conseguì la laurea in infermieristica nel 1926 e sposò un cugino, Harry Holt, il 31 dicembre 1927. Si trasferirono nel Dakota del Sud dove erano "agricoltori per conto terzi", il che significava che lavoravano la terra di proprietà di altri fino a quando non potevano risparmiare per avere una terra propria. Durante la Grande Depressione, dovettero lasciare la fattoria e trasferirsi nella Willamette Valley, in Oregon, dove prosperarono, fino a diventare proprietari di una segheria.

## Adozioni
Nel 1954 Bertha, infermiera, e suo marito, agricoltore e taglialegna, si recarono all'auditorium di una scuola superiore di Eugene, nell'Oregon, per vedere un film sui bambini negli orfanotrofi sudcoreani. Gli Holt iniziarono a inviare denaro agli orfanotrofi sudcoreani, ma presto decisero di fare di più. Entrambi volevano adottare otto bambini, ma tennero l'idea per sé perché pensavano che l'altro coniuge avrebbe pensato che fossero troppi. La legge federale dell'epoca non consentiva a nessuna famiglia di adottare più di due bambini nati all'estero.
Nel 1955 il Congresso approvò la Legge per il Soccorso di alcuni orfani di guerra, proprio per permettere alla famiglia Holt di adottare otto bambini. Adottarono quattro bambini e quattro bambine di età compresa tra i tre e i tre anni e mezzo.

## Creazione dell'agenzia
Nel 1956 gli Holt fondarono la Holt International Children's Services (Servizi internazionali per l'infanzia). All'epoca non esisteva ancora un sistema per le adozioni internazionali. Nonna Holt, come era conosciuta, continuò ad essere attiva nell'agenzia fino al giorno della sua morte.
Nel 1964, mentre si trovava in Corea del Sud, Harry Holt ebbe un infarto e morì. Molti pensavano che l'agenzia avrebbe chiuso, ma la signora Holt prese il suo posto e viaggiò instancabilmente. Si adoperò per migliorare le condizioni del Centro IlSan in Corea, dove gli Holt avevano costruito un orfanotrofio, e fece pressione su altri Paesi per avere programmi di adozione.

## Vita familiare
I figli degli Holt sono Molly Holt, Barbara Chambers, Suzanne Peterson, Linda Pack, Wanda Holt, Stuart Holt, Joe Holt, Robert Holt, Nat Holt, Paul Holt, Mary Last, Christine Russell, Helen Stampe e Betty Blankenship. Al momento della sua morte aveva tre sorelle, Beulah Stronczek, Katherine Stanger e Grace Fisher; un fratello, William L. Holt, 19 nipoti e 12 pronipoti.

## Premi
Bertha Holt ha conseguito più di 50 onorificenze e premi per il suo significativo contributo all'assistenza e all'adozione internazionale di bambini. Tra questi riconoscimenti figurano i seguenti:
- 1966 Women's World Award
- 2000 International Mother of the Twentieth Century Award
- 1995 Korea National Merit Award
- 2002 l'inserimento nella National Women's Hall of Fame[9]

## Morte
Ha avuto un infarto la mattina del 24 luglio mentre faceva jogging vicino a casa sua ed è morta sette giorni dopo”, ha dichiarato l'addetto alle informazioni pubbliche dell'HICS Lee Hyun-ju. “Nonostante la sua età le rendesse difficile persino allacciare i lacci delle scarpe, non mancava mai di fare jogging ogni giorno”.
Bertha è morta all'età di 96 anni nel 2000 nella sua casa di Creswell (Oregon).
Nell'apprendere la notizia della morte di Bertha Holt, Hillary Clinton ha dichiarato che era "molto motivata dal suo costante amore per i bambini con difficoltà, dalla sua forte fede in Dio e dalla profonda convinzione e responsabilità per il suo lavoro".
Bertha Marian Holt è stata sepolta accanto al marito nella città di Ilsan, a nord di Seoul.

## Libri
Come autrice ha attirato l'attenzione del mondo sui bambini orfani e abbandonati. La sua passione per loro emerge nei suoi quattro libri: “Il seme dall'Oriente”, "Braccia tese", "Creati per la gloria di Dio" e "Portate i miei figli da lontano".
- (EN) Bertha Holt e David Wisner, The Seed From The East.
- (EN) Bertha Holt, Outstretched Arms.
- (EN) Bertha Holt, Bring My Sons From Afar: The unfolding of Harry Holt's dream, 1986.
- (EN) Bertha Holt, Created for God's Glory, 1982.